# 90210 (sezon 4)
Czwarta seria serialu telewizyjnego dla młodzieży 90210 emitowana od 13 września 2011 do 15 maja 2012 przez amerykańską stacje telewizyjną The CW. Seria zawiera 24 odcinki. W głównych rolach występują Shenae Grimes, Tristan Wilds, AnnaLynne McCord, Ryan Eggold, Jessica Stroup, Michael Steger, Jessica Lowndes Lori Loughlin i Matt Lanter.

## Obsada
- Shenae Grimes jako Annie Wilson
- Tristan Wilds jako Dixon Wilson
- AnnaLynne McCord jako Naomi Clark
- Jessica Stroup jako Erin Silver
- Michael Steger jako Navid Shirazi
- Jessica Lowndes jako Adrianna Tate-Duncan
- Matt Lanter jako Liam Court
- Lori Loughlin jako Debbie Wilson
- Trevor Donovan jako Teddy Montgomery
- Gillian Zinser jako Ivy Sullivan

## Lista odcinków
| № | Nr | Tytuł                                  | Tytuł polski                | Reżyseria         | Scenariusz                  | Premiera             | Premiera w Polsce    |
| --- | -- | -------------------------------------- | --------------------------- | ----------------- | --------------------------- | -------------------- | -------------------- |
| 69 | 1  | Up in the Smoke                        | Poszło z dymem              | Elizabeth Allen   | Patti Carr & Lara Olsen     | 13 września 2011     | 30 lipca 2012        |
| Okazuje się, że Naomi nie jest w ciąży i rozstaje się z Maxem. Z kutra rybackiego wraca Liam, który nie odzywał się do Annie przez całe lato, a teraz oświadcza się jej twierdząc, że chce spędzić z nią resztę życia. Raj zmaga się z chorobą. Tedy wciąż nie ujawnił się ojcu. Naomi chce być znaną na przyszłej uczelni, dlatego szuka domu, który uczyni, że jej impreza będzie wielka i niezapomniana. Rodzice Navida wyprowadzają się do Szwajcarii, a on postanawia zamieszkać z Silver. Niestety para musi zająć się siostrą chłopaka, która sprawia małe kłopoty. Niespodziewanie w domu Silver zjawia się Adrianna, która przyjeżdża z Afryki. Dixon zjawia się na imprezie Naomi z nowym współlokatorem - Austinem, Liam ponownie się oświadcza, Ad znów próbuje przeprosić Silver a Naomi zostaje aresztowana. Liam po pijaku kupuje bar na plaży za pieniądze, które zarobił na kutrze. |    |                                        |                             |                   |                             |                      |                      |
| 70 | 2  | Rush Hour                              | Godziny szczytu             | Elizabeth Allen   | Terence Coli                | 20 września 2011     | 30 lipca 2012        |
| Liam zatrzymuje bar, w czasie sprzątania w barze pojawia się tajemnicza Jane. Po imprezie u Naomi zakazano imprez na CU, przez co Naomi nie jest zbyt lubiana. Wraz z Annie postanawiają się dostać do najlepszego bractwa. Znika Leila, siostra Navida, która została porwana, Silver jest zmuszona do poproszenia Ad o pomoc. Dixon przygotowuje materiał dla producenta muzycznego, który może wyda jego demo. Annie walczy o spadek po Marli, gdy okazuje się, że jej nowy chłopak - Jeremy - jest prawnikiem i wnuczkiem zmarłej kobiety, który zamierza pozwać Annie. Austin zachęca Dixona do brania leków na ADHD, aby ukończył płytę. Leila okazuje się cała i zdrowa, a porwanie - oszustwem, ukartowanym z jej nowym chłopakiem próbującym wyłudzić od Navida 50 tysięcy. Po groźbie, że Leila ucieknie z tatuażystą, Navid zmuszony jest zapłacić mężczyźnie 75 tysięcy, aby zostawił jego siostrę w spokoju. Po serii trudnych zadań, Naomi nie dostaje się do bractwa. Okazuje się, że Holy - przywódczyni - zemściła się na dziewczynie, ponieważ ta kupiła dom do którego bractwo miało się przeprowadzić. |    |                                        |                             |                   |                             |                      |                      |
| 71 | 3  | Greek Tragedy                          | Grecka tragedia             | Rob Hardy         | Paul Sciarrotta             | 27 września 2011     | 6 sierpnia 2012      |
| 72 | 4  | Let the Games Begin                    | Początek gry                | Millicent Shelton | Jenna Lamia                 | 4 października 2011  | 6 sierpnia 2012      |
| 73 | 5  | Party Politics                         | Polityka partii             | Cherie Nowlan     | Marjorie David              | 11 października 2011 | 13 sierpnia 2012     |
| 74 | 6  | Benefit of the Doubt                   | Korzyści z wątpliwości      | James L. Conway   | Liz Phang                   | 18 października 2011 | 13 sierpnia 2012     |
| 75 | 7  | It's the Great Masquerade, Naomi Clark | Maskarada                   | David Warren      | Brian Dawson                | 1 listopada 2011     | 20 sierpnia 2012     |
| 76 | 8  | Vegas, Maybe?                          | Może Vegas?                 | Stuart Gillard    | Scott Weinger               | 8 listopada 2011     | 20 sierpnia 2012     |
| 77 | 9  | A Thousand Words                       | Tysiąc słów                 | Millicent Shelton | Chris Atwood                | 15 listopada 2011    | 27 sierpnia 2012     |
| 78 | 10 | Smoked Turkey                          | Wędzony indyk               | Jerry Levine      | Miriam Trogdon              | 22 listopada 2011    | 27 sierpnia 2012     |
| 79 | 11 | Project Runaway                        | Projekt ucieczka            | Harry Sinclair    | Allen Clary                 | 29 listopada 2011    | 4 września 2012      |
| 80 | 12 | O Holly Night                          | Święta noc                  | Stuart Gillard    | Paul Sciarrotta             | 6 grudnia 2011       | 4 września 2012      |
| 81 | 13 | Should Old Acquaintance Be Forgot?     | Stary znajomy               | Cherie Nowlan     | Jenna Lamia                 | 17 stycznia 2012     | 10 września 2012     |
| 82 | 14 | Mama Can You Hear Me?                  | Mamo, słyszysz mnie?        | Stuart Gillard    | Scott Weinger               | 24 stycznia 2012     | 10 września 2012     |
| 83 | 15 | Trust, Truth and Traffic               | Zaufanie, prawda i ruch     | Bethany Rooney    | Marjorie David              | 31 stycznia 2012     | 17 września 2012     |
| 84 | 16 | No Good Deed                           | Niedobry uczynek            | Stuart Gillard    | Chris Atwood                | 7 lutego 2012        | 17 września 2012     |
| 85 | 17 | Babes in Toyland                       | W krainie zabawek           | Michael Zinberg   | Liz Phang                   | 6 marca 2012         | 24 września 2012     |
| 86 | 18 | Blood Is Thicker Than Mud              | Krew jest gęstsza niż błoto | Stuart Gillard    | Paul Sciarrotta             | 13 marca 2012        | 24 września 2012     |
| 87 | 19 | The Heart Will Go On                   | Serce pójdzie naprzód       | Matthew Diamond   | Patti Carr                  | 20 marca 2012        | 1 października 2012  |
| 88 | 20 | Blue Ivy                               | Smutna Ivy                  | Stuart Gillard    | Terrence Coli               | 27 marca 2012        | 1 października 2012  |
| 89 | 21 | Bride and Prejudice                    | Panna młoda i uprzedzenie   | Sanaa Hamri       | William H. Brown            | 24 kwietnia 2012     | 8 października 2012  |
| 90 | 22 | Tis Pity                               | Litość                      | Harry Sinclair    | Scott Weinger               | 1 maja 2012          | 8 października 2012  |
| 91 | 23 | A Tale of Two Parties                  | Opowieść o dwóch imprezach  | Rob Hardy         | Terrence Coli & Jenna Lamia | 8 maja 2012          | 15 października 2012 |
| 92 | 24 | Forever Hold Your Peace                | Dzień ślubu                 | Harry Sinclair    | Lara Olsen                  | 15 maja 2012         | 15 października 2012 |